# Leïla Kilani
Leila Kilani, née en 1970, est une réalisatrice, scénariste et productrice marocaine.
Ses films sont consacrés à des situations politiques et socio-économiques au Maroc.

## Biographie
Leila Kilani est née à Casablanca. Elle étudie l'histoire de la Méditerranée et de la civilisation à Paris et obtient un diplôme de maîtrise à l'École des hautes études en sciences sociales,.
À la fin des années 1990 et début des années 2000, elle devient une journaliste indépendante et réalise un documentaire nommé Tanger, le rêve des brûleurs, l'histoire de jeunes candidats à l'immigration clandestine,. Le documentaire se déroule dans la région de Tanger. Il est primé au festival panafricain du cinéma et de la télévision de Ouagadougou de 2003. Elle précise dans une entrevue avec Le journal Le Monde, que le terme de «brûleur» évoque la combustion d'une pièce d'identité, et de l'identité de ces jeunes immigrants.
Elle réalise ensuite d'autres documentaires. L'un de ses documentaires les plus connus  est Nos lieux interdits (2008). Il est consacré à l'histoire des années 1970 sous le règne du roi marocain, Hassan II. Ce film montre les travaux de la commission Équité et Réconciliation, créée en 2004 et chargée de faire la lumières sur des enlèvements d'opposants durant ces années de plomb. Ce film attire l'attention sur son œuvre et est primé lui aussi lors du 21e festival panafricain du cinéma et de la télévision de Ouagadougou de 2009. En 2011, elle réalise son premier long-métrage, Sur la planche (2011). Ce film  se déroule à Tanger. Il décrit deux puis quatre ouvrières prêtes à tout pour sortir de leur condition. Il est diffusé pour la première fois au Festival de Cannes 2011,,.

## Filmographie
Principales réalisations.
| Titre                        | Année | Notes        |
| ---------------------------- | ----- | ------------ |
| Tanger, le rêve des brûleurs | 2002  | Documentaire |
| Zad Moultaka                 | 2003  | Documentaire |
| Nos Lieux Interdits          | 2008  | Documentaire |
| Sur la planche               | 2011  | Fiction      |
| Indivision                   | 2023  | Fiction      |